# ウェイキング・ライフ
『ウェイキング・ライフ』（Waking Life）は、2001年のアメリカ映画。リチャード・リンクレイター監督。
実写映像を撮影しそれをデジタルペインティングで加工したアニメーション映画である。

## あらすじ
少年（トレヴァー・ジャック・ブルックス）と少女（ローレライ・リンクレイター）が、家の前で折り紙のパックンチョで遊んでいる。少年が言った数だけ少女が折り紙を動かし、裏に書いてある「夢は運命（dream is destiny）」という言葉を読み上げる。少年は夜、ゆっくりと宙に浮きはじめる。
ひとりの青年（ワイリー・ウィギンズ）が電車のなかで目を覚まし、駅で降りて誰かに電話をかけているとき、離れたところから若い女（マルタ・バンダ）が見つめていることに気づく。青年が駅から出ると、見知らぬ男（ビル・ワイズ）がボートのような車に乗って現れ、送っていこうかと言う。どこまで行くかと問われ、青年は答えることができないが、後部座席に座っていた別の男（リチャード・リンクレイター）が青年の降りる場所を細かく指定する。青年がボートカーを降りると、路上にメモが落ちているのを見つけ、メモに書いてある通りに右を見ると車にひかれる。
青年は自室のベッドで夢から目覚める。朝食をとって大学の講義へ向かい、それから哲学の教授（ロバート・C・ソロモン）や作家（キム・クリザン）、化学の教授（エイモン・ヒーリー）、焼身自殺をしようとしている男（J・C・シェイクスピア）などと会って話を聞いていく。青年は本の文字や目覚まし時計の文字を読みとることができず、たびたび身体が浮遊する現象を体験し、自分が夢のなかにいるのではないかと思う。
さまざまな人々が彼に向けて、それぞれの考えを述べるが、青年は静かにそれを聞いている。やがて視点は青年のものを離れ、ベッドルームの男女（ジュリー・デルピー、イーサン・ホーク）や刑務所の房内で怒る男（チャールズ・ガニング）、車で走りながら拡声器で怒鳴る男（アレックス・ジョーンズ）、コーヒーショップで語り合う二人の女（キャロル・ドーソン、リサ・ムーア）、バーでジョークを言いながら銃を見せびらかす男（スティーブン・プリンス）など、さまざまな場所でさまざまな人々がそれぞれの考えを語っていく。
青年は駅で赤い髪の女（ティアナ・ハックス）とすれ違い、話し掛けられる。二人はどこかの部屋で親密に語り合い、青年は彼女に自分が夢の中にいるのではないかという考えを語る。公衆電話のそばでは、駅で自分を見つめていた女（マルタ・バンダ）に話し掛けられ、彼女にキスされたところで再び夢から目覚める。青年は雑貨店のレジにいるのがボートカーの運転手（ビル・ワイズ）であることに気づくが、男はボートカーなんて知らないと言う。さらに青年はバーで、ボートカーの後部座席に乗っていた男（リチャード・リンクレイター）がピンボールをしているのを見つけるが、彼もボートカーなど知らないと言う。青年が語る内容に対して、ピンボールの男は長く自分の考えを語る。

## 概要
最初はある青年の行動を追うように場面が進むが、基本的に様々な人が人生観や哲学を語る映画である。実写をアニメ化する段階で多くのエフェクトをかけており、映像に独特の浮遊感がある。

## キャスト
（ ）内は日本語吹き替えキャスト。
- 主人公の青年 - ワイリー・ウィギンズ（高木渉）
- ボートカーの後部座席の男／ピンボールの男 - リチャード・リンクレイター（浜田賢二）
- ボートカーの運転手／売店のレジの男 - ビル・ワイズ
- 青年を見つめる若い女 - マルタ・バンダ
- 赤い髪の女 - ティアナ・ハックス
- 少女 - ローレライ・リンクレイター（永田佳代）
- 少年 - トレヴァー・ジャック・ブルックス
- ベッドの中の男（ジェシー） - イーサン・ホーク（浜田賢二）
- ベッドの中の女（セリーヌ） - ジュリー・デルピー（彩木香里）
- 本人役 - スティーヴン・ソダーバーグ（園部啓一)
- 哲学の教授 - ロバート・C・ソロモン（田原アルノ）
- シェイプシフターの男 - エイモン・ヒーリー（小山武宏）
- バーニング男 - J・C・シェイクスピア（堀川仁）
- 車で拡声器で怒鳴る男 - アレックス・ジョーンズ（成田剣）
- 刑務所で怒る男 - チャールズ・ガンニング（天田益男）
- テレビの男 - クレッグ・A・フット（原康義）
- 本人役 - デイビット・ソーサ（後藤敦）
- 本人役 - アクリル・ゲブレウォールド（奈良徹）
- 本人役 - キャベ・ザヘディ（成田剣）

## こぼれ話
- 冒頭で遊んでいる子供のうち、少女の方はリチャード・リンクレイターの実の娘である。
- 『オーシャンズ11』の監督のスティーヴン・ソダーバーグが本人として登場している。
- 劇中の一場面で登場するベッドの中の男女（ジュリー・デルピーとイーサン・ホーク）は、同監督によるビフォア三部作（『恋人までの距離』、『ビフォア・サンセット』、『ビフォア・ミッドナイト』）の主人公二人と考えられる。
- 『ハリウッド・リポーター』選出の「大人向けアニメ映画ベスト10」において2位にランクインしている[2]。